# Martin Weiss (publicista)
Martin Weiss (* 15. srpna 1963 Praha) je český publicista a překladatel.

## Životopis
Studoval češtinu a angličtinu na Filosofické fakultě Univerzity Karlovy v Praze. Publicistické činnosti se věnuje od konce 80. let, kdy přispíval do samizdatového časopisu Revolver Revue. Od roku 1990 působil v týdeníku Respekt a postupně se vystřídal v několika denících. Publikoval v Českém deníku, Lidových novinách, MF Dnes a nejdéle potom od roku 2006 do roku 2013 v Lidových novinách, odkud po převzetí skupiny MAFRA Andrejem Babišem přešel spolu s několika dalšími redaktory do nově vznikajícího zpravodajského serveru Echo24. Svůj odchod odůvodnil vedle změny majitele Lidových novin i odchodem řady svých dlouholetých kolegů.
Se svým příspěvkem Na socialismu bylo dobré jen to, že musel skončit se také podílel na projektu Mé dětství za socialismu, který byl souborem vzpomínek osobností na dětství před rokem 1989. Tento projekt vzešel z iniciativy novináře a publicisty Jána Simkaniče u příležitosti výročí čtvrtstoletí od sametové revoluce a soubor příspěvků vyšel i v knižní podobě.
V letech 1997–2000 působil jako tiskový tajemník na velvyslanectví České republiky ve Washingtonu. Vedle publicistické činnosti je také autorem překladů několika knih. Z anglického jazyka přeložil do češtiny knihy autorů jako byli Niall Ferguson, Malcolm Gladwell a David Brooks. Napsal též předmluvu k českému překladu knihy Úprk rozumu, jejíž autor Anthony Browne kritizuje fenomén tzv. politické korektnosti.

## Překlady
- David Brooks: Bobos. Nová americká elita a její styl, Praha: Dokořán 2001 (na překladu se spolupodílela Kateřina Weissová)[11]
- Niall Ferguson: Colossus Vzestup a pád amerického impéria, Praha: Dokořán 2006[12]
- Malcolm Gladwell: "Bod zlomu", Praha: Dokořán 2006
- Malcolm Gladwell: Mžik. Jak myslet bez přemýšlení, Praha: Dokořán 2006
- Rebecca Goldstein: Neúplnost. Důkaz a paradox Kurta Gödela, Praha: Argo a Dokořán 2006